# 仙王座7
仙王座7，又名BD+66 1405，HD 204770、SAO 19432、HR 8227，是仙王座的一颗恒星，视星等为5.44，位于銀經104.76，銀緯11.43，其B1900.0坐标为赤經21h 25m 50.2s，赤緯+66° 11.43′ 22″。